# Poluvreme eliminacije
Poluvreme eliminacije (poluvreme izlučivanja ili biološko poluvreme) je vreme koje je potrebno da se neka materija (lek, radioaktivni element i drugo) izgubi pola svoje farmakološke, fiziološke ili radiološke aktivnosti (MeSH definicija). U medicinskom kontekstu, poluživot se takođe može opisati kao vreme potrebno da se koncentracija supstance u krvnoj plazmi prepolovi.
Poluvreme eliminacije je važan farmakokinetički parametar i obično se obeležava kao , a nekad i kao  da bi se razlikovalo od vremena poluraspada radioaktivnih elemenata. Dok se radioaktivni izotopi raspadaju po principima kinetike, te im je brzina raspadanja ravnomerna, izlučivanje materije iz živog organizma se zasniva na mnogo kompleksnijim principima, usled akumulacije u tkivima, prisustva aktivnih metabolita, i interakcije sa receptorima, te ga je mnogo teže izmeriti.

## Primeri

### Voda
Biološki poluživot vode u čoveku je oko 7 do 14 dana. Konzumacija velikih količina alkohola redukuje biološki poluživot vode u telu. To se može koristiti za dekontaminaciju ljudi kontaminiranih sa tricijumskom vodom (tricijum).

### Alkohol
Odstranjivanje etanola (alkohola za piće) putem oksidacije alkoholnim dehidrogenazama u jetri je ograničeno u ljudskom telu. Iz tog razloga uklanjanje većih količina alkohola iz krvi može da sledi kinetiku nultog stepena. Reakcijski korak koji ograničava brzinu razlaganja jedne supstance može da bude zajednički sa drugim supstancama. Na primer, koncentracija etanola u krvi uslovljava kinetiku metanola i etilen glikola. Oksidacija metanola u toksični formaldehid i mravlju kiselinu se može sprečiti unosom odgovarajuće količine etanola u osobu zatrovanu metanolom. Metanol je veoma toksičan i može da izazove slepilo i smrt. Osoba koja je zatrovana etilen glikolom može da bude tretirana na isti način.

### Lekovi
| Supstance    | Polu-život                                         | Napomena |
| ------------ | -------------------------------------------------- | --- |
| Amiodaron    | 26-107 dana                                        | |
| Cisplatin    | 30 do 100 časa                                     | |
| Hlorambucil  | 1.53 časa                                          | |
| Digoksin     | 36 do 48 časa                                      | |
| Fluoksetin   | 4 do 6 dana                                        | Aktivni metabolit fluoksetina je lipofilan i sporo migrira iz mozga u krv. Metabolit ima biološki polu-život od 4 do 16 dana. |
| Metadon      | 15 do 60 časa, u retkim slučajevima do 190 časova. | |
| Norepinefrin | 2 minuta                                           | |
| Oksaliplatin | 14 minuta                                          | |
| Salbutamol   | 1.6 časa                                           | |

### Metali
- Poluvreme eliminacije cezijuma kod ljudi je između jednog i četiri meseca. Ovaj period može biti skraćen unosom pruskog plavog. Ta supstanca u digestivnom sistemu deluje kao čvrsti razmenjivač jona koji apsorbuje cezijumske i oslobađa kalijumske jone.
- Polonijum u telu ima poluživot od 30 do 50 dana.
- Živa (kao metil-živa) u telu ima poluživot od oki 65 dana.
- Olovo u kostima ima poluživot od oko deset godina.
- Kadmijum u kostima ima poluživot od oko 30 godina.
- Plutonijum u kostima ima poluživot od oko 100 godina.
- Plutonijum u jetri ima poluživot od oko 40 godina.

## Literatura
- Silk, Kenneth R.; Tyrer, Peter J. (2008). Cambridge textbook of effective treatments in psychiatry. Cambridge, UK: Cambridge University Press. стр. 295. ISBN 978-0-521-84228-0.
- Nordberg, Gunnar (2007). Handbook on the toxicology of metals. Amsterdam: Elsevier. стр. 119. ISBN 978-0-12-369413-3.
- Lin VW, Cardenas DD (2003). Spinal cord medicine. Demos Medical Publishing, LLC. стр. 251—. ISBN 978-1-888799-61-3.